# Taça Ouro de Voleibol Masculino de 2017
A Taça Ouro de Voleibol Masculino de 2017 foi a primeira edição desta competição organizada pela Confederação Brasileira de Voleibol através da Unidade de Competições Nacionais. A competição é uma espécie de divisão de acesso do Campeonato Brasileiro de Voleibol Masculino, a principal competição entre clubes de voleibol masculino do Brasil, servindo como repescagem na definição da última vaga à Superliga - Série A, em substituição ao Torneio Seletivo. Participaram deste Torneio as equipes que terminaram nas últimas duas posições na última edição da Superliga - Série A, juntamente com outras equipes participantes da Série B em 2017.
O torneio foi disputado no Ginásio Oscar Zelaya, na cidade do Rio de Janeiro. A sede foi definida pela CBV. O Corinthians/Guarulhos sagrou-se campeão do torneio e conquistou o direito de disputar a próxima edição da Superliga.

## Formato de Disputa
A competição será disputada no sistema de rodízio simples (todos contra todos) em grupo único. A equipe com melhor índice técnico será considerada
campeã do Torneio e garantirá a última vaga para a Superliga Brasileira de Voleibol Masculino de 2017-18 - Série A.

## Equipes Participantes
| Equipe                | Cidade         | Forma de Classificação                                                          |
| --------------------- | -------------- | ------------------------------------------------------------------------------- |
| Corinthians/Guarulhos | a Guarulhos    | 11º Colocado na Superliga Brasileira de Voleibol Masculino 2016–17 - Série A[1] |
| Caramuro/Castro       | Castro         | 12º Colocado na Superliga Brasileira de Voleibol Masculino 2016–17 - Série A    |
| Botafogo              | Rio de Janeiro | 3º Colocado na Superliga Brasileira de Voleibol 2017 - Série B                  |
| Rádio Clube/AVP       | Campo Grande   | 9º Colocado na Superliga Brasileira de Voleibol 2017 - Série B                  |

NOTA ^  Corinthians ingressa através da vaga da Associação Desportiva e Cultural São Bernardo, que abriu uma sub-sede em Guarulhos e usa o mesmo CNPJ, já que a vaga de direito não é da prefeitura de São Bernardo do Campo e sim da Associação.

## Fase Única
- Vitória por 3 sets a 0 ou 3 a 1: 3 pontos para o vencedor;
- Vitória por 3 sets a 2: 2 pontos para o vencedor e 1 ponto para o perdedor.
- Não comparecimento, a equipe perde 2 pontos.
- Em caso de igualdade por pontos, os seguintes critérios servem como desempate: número de vitórias, razão de sets e razão de ralis.

|  |                                                                                               |
|  | Campeão e Classificado para a Superliga Brasileira de Voleibol Masculino de 2017-18 - Série A |
|  | Equipes que disputarão a Superliga Brasileira de Voleibol Masculino de 2018 - Série B.        |

### Classificação Final
|  |

|     |                       |     | Jogos | Jogos | Jogos | Resultados | Resultados | Resultados | Resultados | Resultados | Resultados | Sets | Sets | Sets  | Pontos | Pontos | Pontos |
| Pos | Equipe                | Pts | T     | V     | D     | 3–0        | 3–1        | 3–2        | 2–3        | 1–3        | 0–3        | V    | P    | R     | V      | P      | R      |
| --- | --------------------- | --- | ----- | ----- | ----- | ---------- | ---------- | ---------- | ---------- | ---------- | ---------- | ---- | ---- | ----- | ------ | ------ | ------ |
| 1   | Corinthians/Guarulhos | 7   | 3     | 2     | 1     | 1          | 1          | 0          | 1          | 0          | 0          | 8    | 4    | 2,000 | 283    | 196    | 1.444  |
| 2   | Caramuro/Castro       | 6   | 3     | 2     | 1     | 1          | 0          | 1          | 1          | 0          | 0          | 8    | 5    | 1.600 | 286    | 276    | 1.036  |
| 3   | Botafogo              | 5   | 3     | 2     | 1     | 1          | 0          | 1          | 0          | 1          | 0          | 7    | 5    | 1.400 | 275    | 253    | 1.087  |
| 4   | Rádio Clube/AVP       | 0   | 3     | 0     | 3     | 0          | 0          | 0          | 0          | 0          | 3          | 0    | 9    | 0,000 | 155    | 225    | 0.689  |

### Jogos
| Sexta-feira, 11 de agosto 18:00 Relatório | Caramuro/Castro | 3 — 2                         | Corinthians/Guarulhos | Ginásio Oscar Zelaya, Rio de Janeiro |
| Sexta-feira, 11 de agosto 18:00 Relatório | 26 18 25 20 15  | Set 1 Set 2 Set 3 Set 4 Set 5 | 24 25 22 25 13        | Ginásio Oscar Zelaya, Rio de Janeiro |

| Sexta-feira, 11 de agosto 20:00 Relatório | Botafogo | 3 — 0             | Rádio Clube/AVP | Ginásio Oscar Zelaya, Rio de Janeiro |
| Sexta-feira, 11 de agosto 20:00 Relatório | 25       | Set 1 Set 2 Set 3 | 18 23 16        | Ginásio Oscar Zelaya, Rio de Janeiro |

| Sábado, 12 de agosto 18:00 Relatório | Corinthians/Guarulhos | 3 — 0             | Rádio Clube/AVP | Ginásio Oscar Zelaya, Rio de Janeiro |
| Sábado, 12 de agosto 18:00 Relatório | 25                    | Set 1 Set 2 Set 3 | 17 10 15        | Ginásio Oscar Zelaya, Rio de Janeiro |

| Sábado, 12 de agosto 20:00 Relatório | Botafogo       | 3 — 2                         | Caramuro/Castro | Ginásio Oscar Zelaya, Rio de Janeiro |
| Sábado, 12 de agosto 20:00 Relatório | 25 24 22 25 15 | Set 1 Set 2 Set 3 Set 4 Set 5 | 23 26 25 23 10  | Ginásio Oscar Zelaya, Rio de Janeiro |

| Domingo, 13 de agosto 18:00 Relatório | Rádio Clube/AVP | 0 — 3             | Caramuro/Castro | Ginásio Oscar Zelaya, Rio de Janeiro |
| Domingo, 13 de agosto 18:00 Relatório | 21 16 19        | Set 1 Set 2 Set 3 | 25              | Ginásio Oscar Zelaya, Rio de Janeiro |

| Domingo, 13 de agosto 20:00 Relatório | Botafogo | 1 — 3                   | Corinthians/Guarulhos | Ginásio Oscar Zelaya, Rio de Janeiro |
| Domingo, 13 de agosto 20:00 Relatório | 20 30 19 | Set 1 Set 2 Set 3 Set 4 | 25 28 21              | Ginásio Oscar Zelaya, Rio de Janeiro |

## Premiações
| Taça Ouro de 2017                                                                    |
| São Paulo                                                                            |
| ------------------------------------------------------------------------------------ |
| Corinthians-Guarulhos Campeão Classificado à Elite do Voleibol Brasileiro de 2017-18 |